# Sprängkåpa
En sprängkåpa är ett eftermarknadstillbehör som ersätter kopplingskåpan, som är den klockformade kåpa som innesluter kopplingen, mellan motor och växellåda på ett motorfordon. Sprängkåpan har som huvuduppgift att innesluta svänghjulet eller dess bitar/splitter om denna slits sönder av högt varvtal eller svåra hugg i motorn till följd av rost eller sprickor i godset.
Termerna förväxlas, och det förekommer att vanliga kopplingskåpor benämns som sprängkåpor i annonser på Blocket och i diverse forum.